# うそつきリリィ
「うそつきリリィ」は、小村あゆみによる日本の漫画作品。単行本全18巻。通称は「うそリリ」。タイトルの由来は、「見た目は百合だが本当は違う」という本編の内容から。最初に『マーガレット』2009年18号に読切作品として掲載されたものが好評の末、同年23号から連載が開始され2014年11号まで連載された。最初の読み切りは「幻の読み切り」と呼ばれていたが、『うそつきリリィ 0 番外編』に収録された。
2011年3月25日から集英社が運営するヴォイスコミックステーションサイト「VOMIC」にてラジオドラマ化され、全4回が公開されている。

## 物語構成
物語は基本的に季節関係なく進んでいくが、ひなた達が1年生の時に3年生だった先輩が何故かひなた達の進級後も卒業せずに3年生として在学していたり、ひなた達が2年生から進級したにも関わらずまた2年生だったりと、時間軸は捻じれている模様。主に作者の都合で変える場合が多いらしく、この珍現象については作中でも何度か突っ込まれている。ちなみに最終回では、「ひなた達は全員留年していた」という強引なオチが語られた。
主人公はひなたと苑の二人だが、その友人や家族を主人公に据えた話が多いのも特徴であり、作中でも「また主人公空気か」とぼやかれることがある。

## あらすじ
早乙女ひなたは高校入学して数日、超タイプの男子・苑に告白される。初めて彼氏が出来て浮かれていたが、実は苑は尋常でない男嫌いで、女装が趣味の超美人であった。
初めはその荷の重さに断ろうとしていたひなただったが、真っ直ぐに自分のことを好きでいてくれる苑のことを本気で好きになっていく。

## 登場人物

### 主要人物
声の項はVOMICでの担当声優。
早乙女 ひなた（さおとめ ひなた）
声 - 大亀あすか
この作品の主人公。素敵な恋愛に憧れる恋愛初心者で面食い。超タイプの男子である苑（男の姿の時）に告白され、その場でOKするが、その直後に苑が女装好きであることを知り、別れようとする。しかし、どこまでも真っ直ぐに自分を好きでいてくれる苑に心から惹かれ、本当に付き合うことになった。苑が女装をしていること、（その女装のレベルが高く）自分よりも可愛くて男子にモテていることなど、悩みは尽きないがその後は苑の女装にも慣れてきた。
自他共に認める十人並み（いわゆる平均レベル）の容姿だが、苑からはなぜか「世界一可愛い」と言われている。料理は下手ではないものの、「普通すぎてリアクションに困る」と友人から評価を受けている。男装するとかなりのイケメンになり、「ひなたくん」と呼ばれ一部女子から絶大な人気を誇る。そして本人もそれを悪く思っていなく、男装をしたままバイトをしている。
篠原 苑（しのはら えん）
声 - 梶裕貴
ひなたの同級生で彼氏。幼少期より男だけの所帯（母親は海外で働いている）で育ち、男の醜い面ばかりを見てきた影響から男嫌いになり、常に女の子を見ていたいという欲求から女装で過ごすようになった。そしてその女装のクオリティはかなり高い。男時の素顔はかなりのイケメンで、ひなたの理想そのものだが、本人は男時の自分の素顔が大嫌いで、鏡やガラスに映った自分の男姿を見るとムカついてその鏡やガラスを叩き割ってしまう。その反面、大の女好きでどんな女の子にも優しく接するが、その中でもひなたの事は「世界一可愛い」と言い、特別大切にしている。ただし、ひなたに迫る人物は男女関係なく総じて「ライバル」な為、例え女性相手でも怒りを露わにすることがある。
女装はメイクや衣装など外見にはこだわるが、「性的な欲求は男」として下着等は男物を着用しており、女物でも水着などは着ない。料理は苦手だが、唯一の得意メニューはスペアリブ。

### ひなた・苑の友人達
高梨 直太（たかなし なおた）
声 - 緑川光
高校からの苑の友達。男嫌いの苑とまともに付き合うことのできる数少ない男友達の1人。普段は素っ気無かったり、水を差すような言動ばかりだが、お互いに悩むひなたや苑にアドバイスをする親切な一面もある。その反面、独裁的な父親と仲が悪く、自分の家のことをあまり話そうとしないが、実家はかなりの大金持ちで、まるで公園のように広い屋敷に住んでいる。好きなタイプの女性は「巨乳で年上のエロい女性」とのことで、先輩の虎嶋玲那（後述）とは将来の結婚を誓っている関係。なお、父親とは不仲ではあるが、事業家としての父親のことは尊敬しているようで、父親の経営する建設会社を継ぐ意志はあるらしい。
芦屋 小町（あしや こまち）
声 - 中原麻衣
ひなたの友達で中学からの付き合い。背が高く、黒髪ロングの格好良い系女子。父親は剣術マニアの漫画家で、娘である彼女もかなりの剣術の腕前を持っている。ちなみに本編には未登場だが、母親は剣術道場の師範らしい。男装した時には、ひなたに「神降臨」と言われるほどの格好良さを誇っている。ひなたに恋のアドバイスをしたり、色々と協力している。性格は男っぽいが料理は上手く、ひなたと一緒にバレンタインのチョコを作った時には、ショコラティエ並みの才能を発揮した。これは「小次郎のため」らしく、彼と付き合う前は全く料理は出来なかった（この事を指摘されると赤面して暴れだす）。
他人の恋愛を世話するのは好きだが、自分のこととなると顔を真っ赤にさせて照れ、自分の恋愛トークは苦手な様子。虫や幽霊が怖いなど、見た目に反して女の子らしい面が多い。
天草 小次郎（あまくさ こじろう）
小町の彼氏。小町曰く「侍マンガオタク」で、常に和服を身に付け、長髪を後頭部で結い、刀を差している。男嫌いの苑とまともに付き合うことのできる数少ない男子の1人。彼の周りには常に木の葉が舞い、彼が歩くと床や道にそれが落ちる（春は花びらになる）。口調は「 - ぜよ」「 - でござる」「 - でごわす」「 - でありんす」など統一されておらず、キャラクターがブレている。ちなみにひなた達より1つ年下だが、実年齢よりも大人に見られ、ひなたと小町以外からはずっと年上だと思われていた（実はひなたの弟・太陽と友達）。そのため、年下だと判明した今でも苑からは「さん」付けで呼ばれている。
ひなたと苑の友達の中では最も長身だが穏やかな性格であり、「うそリリの良心」「人格者」等と評される事が多々ある。小町の事を大切に思っていて、自分の事を後回しにすることも。名前の由来は作者の飼い猫。
橋本 笑・ニコ（はしもと えみ・にこ）
声 - 内田真礼
ひなたの友達で双子。笑が姉でニコが妹。同じく双子の先輩である沢村兄弟と付き合っている。髪型は2人とも黒いおかっぱで、顔も体型も性格も酷似している。2人の見分け方として、制服時は笑は首にリボン、ニコは首にネクタイを付けているが、このリボンとネクタイを取るとひなたにも見分けがつかない。持ちネタは「幽体離脱」で、本当に幽体離脱する。ちなみに2人とも料理が出来ないらしく、ひなたと一緒にバレンタインのチョコを作った時にはチョコを爆発させた。ひなた曰く「生物兵器」であり、家族全員料理下手。それが原因かは不明だが、彼女たちの家のゴキブリはみんな死んでいるという。なお、2人とも味オンチなので、自分たちの作った料理は平気で食べられる。名前の由来は、「いつもニコニコ笑顔でいれるように」から。
沢村 理央・塁（さわむら りお・るい）
ひなた達より一つ年上の先輩で、笑・ニコの姉妹と同じく双子。理央が兄で塁が弟。2人ともとてもモテていたが、「双子じゃないと付き合わない」という理由で断り続けていた。理央は笑の彼氏で眼鏡をかけている。そしてキャラが薄いことを気にしている。苑の記憶喪失時に「きおくそうしつ」というネタの強さに倒れた（作者曰くページ不足のとばっちり）。塁はニコの彼氏で幽霊が見えるらしい。笑・ニコと同じく味オンチなので、彼女たちの弁当を平気で食べられる。なお、彼ら兄弟と笑・ニコ姉妹の出会いと馴れ初めについては、単行本『うそつきリリィ 0 番外編』収録の読み切り「CLO CLO」（クロ・クロ）で紹介されている。名前の由来は、某兄弟ゲームのキャラから。
後藤 楓（ごとう かえで）
ひなたと苑の同級生（クラスは違う）。女の子だが、並外れた長身（小次郎を除く男子全員よりも高い）でショートヘアのため、まるで男子のように見える。そしてそれを気にしており、「どんな女の子にも優しくしてくれる」という理由から苑にアタックをかけていたが、これに危険を感じたひなたが男装してわざと彼女に告白したり、「それは恋じゃない」などと説得したことで一時身を引く。その後は「なんかチヤホヤされたかったみたい……」と男装の道を歩み始めて女子たちの人気を集めるように。ひなたに好意的なため苑から危険視されていた。後に自分の事を「女の子」だと言ってくれた委員長（後述）のことを好きになり、庵（苑の兄・後述）の力を借りて「女の子らしい」の女の子になり、委員長に告白する。一度は振られてしまったが、後に委員長が彼女への好意を自覚しめでたく付き合うことになった。
虎嶋 玲那（こじま れいな）
ひなた達が1年生の時に3年生だった先輩。しかし、ひなた達が進級して2年生になった後もなぜか彼女は卒業せず3年生のまま在学している。
巨乳の肉食系女子。自分の思うことを遠慮なくはっきり言う性格で、典型的なツンデレ。ガオという小さなトラのような生き物を肩に乗せている（本人曰く、「ネコ」）。当初は直太がひなたを好きだと思い込み、その気持ちに気付かないひなたを引っ叩いたことがある。過去には何人か付き合った男もいるらしいが、現在は直太と将来の結婚を誓っている関係。小町と同じく幽霊が苦手。
ちなみに、初登場時には彼女の名前は決まっていなかった。作者によると、彼女の名前は読者のアイデアによるものだという。
相川 颯一朗（あいかわ そういちろう）
元・ひなたと苑のクラスメイトで委員長をしている。初登場以来ずっと名前がなく、名前が紹介された後もひなた達からは「委員長」としか呼ばれない。女装苑が好きだったが、次第に後藤に惹かれていく。男子としては決して背が低いわけではないが、後藤と比べると小さく見えてしまう。しかし、本人はそのことで特にコンプレックスを感じている様子はない。普段はメガネをかけていて無愛想な顔つきに見えるが、メガネを外すとかなりのイケメンになる。実はハーフで地毛は金髪だが、金髪でいると騒がれるので髪を染めている。第22話で登場した服を作る人たちの内の一人（メガネをかけた女性）の弟らしい。

### 早乙女家
早乙女 太陽（さおとめ たいよう）
ひなたの弟。男装した時のひなたと瓜二つ。女装時の苑に一目惚れしてしまった（ひなたはそのことを知っていた模様）。その後、苑が男でひなたの恋人だと判明した時には気を失ったが、最終的には「姉ちゃんを泣かせたら許さない」と苑を認めた。が、その後も一応苑に好意を持っているようである。ひなたとの姉弟仲は良い様子。平凡であることを気にしている。ひなたのピンチヒッターとして女装した際は、ひなたが男装すると太陽に似るように太陽もひなたに瓜二つになっていた。（「いつも（本物のひなた）より可愛い」と言われていた）。
早乙女 海咲（さおとめ みさき）
ひなたと太陽の母。しっかり者の女性で色々と気が利く、母親としてとてもいい人。ひなたの告白を聞くよりも以前から、ひなたに彼氏ができたことを察していた。苑いわく「ひなたそっくり」。ちなみに鹿児島の出身らしく、読切にて陽樹との馴れ初めが描かれた。
早乙女 陽樹（さおとめ はるき）
ひなたと太陽の父。物腰が柔らかくお人好しの雰囲気が強い男性で、男嫌いの苑もこの人とは正常に接することができる。とても泣き虫の性分で、父親としての威厳はあまりなさそうだが、この人に泣かれそうになると、誰でもこの人の頼みを聞いてしまうという（太陽いわく「ある意味最強」らしい）。ひなたの彼氏である苑が女装趣味と知って機嫌を悪くし、交際を反対していたが、彼自身が苑に助けられたこともあり、ひなたに対する苑の誠実な態度も見て、最終的には苑を認めた。

### 篠原家
篠原 庵（しのはら あん）
苑の長兄。職業は美容師で苑の髪型はすべて彼が整えている。軟派な性格で可愛ければ女でも男でも好きと言うほど。女装にもかなりの興味があるようで、彼が女装すると大人っぽく非常に色っぽい雰囲気の女性になる。体調を崩すとエロさが加速する（59話から）。
篠原 軒（しのはら けん）
苑の次兄。女装時の苑を溺愛しているが、男姿の苑には興味がない（優先順位は女装時の苑>女子>男の苑）。しかし父から苑の姿が若い頃の母とそっくりだと聞き、マザコンとなるのが嫌で普通の女好きに落ち着いた模様。料理が上手く、篠原家の料理を担当している。料理のこととなると、ちょっと我を忘れるらしい。女装は趣味ではないが、彼が女装すると苑によく似た雰囲気の美少女になる。
篠原 展（しのはら てん）
苑の弟。女装しなくても可愛い容姿のため、女子にいじられることが多く、女子にいい印象がない。そのため、男の人の方が好きで、苑の女装を残念に思っている。男装したひなたに一目惚れしたため、苑が太陽を呼び寄せひなたから遠ざけた。それ以来、太陽に好意を持っている。女装すると可愛い系になる。
篠原 慎之介（しのはら しんのすけ）
苑の父。イケメンな中年男性で女好きであり、妻をよく怒らせている。しかし、妻のことは大切に思っている模様。
篠原 琳（しのはら りん）
苑の母。海外で働いている。美人だが性格はきつい。夫のことを深く愛しているが、女好きの男が大嫌いなため、夫の性格には非常に苛立っている。彼女が日本から出たのもそれが理由。息子の苑が女装趣味になったと知った時には気を失うほど動転したが、苑が恋人のひなたを一途に愛していることには賛同している。

### その他の人物
可愛 駆（かわい かける）
ひなたと苑がアルバイトをしているカップル限定の喫茶店「ラヴァーズ・カフェ」を経営する、初老っぽいメガネの男性。通称：店長。典型的なツンデレの性格。
当初、（店の前を偶然通りかかって窓ガラスに映った自分の姿を見てムカついた）苑に店の窓ガラスを叩き割られ、そのことを深く恨んでいたが、後日、（男の姿で謝りに行くのは気まずいので）女装して店に謝りに来た苑を、それとは知らずにその場でウエイトレスのアルバイトとして採用。その後、苑が店の窓ガラスを割った本人であることを知って困惑するも、恋人のひなたを喜ばせるためになりふりかまわず懸命に働く苑の姿にほだされ、そのままアルバイトを続けさせることにした。その後、男装したひなたもウエイターのアルバイトとして採用し、苑と一緒に店で働かせている。妻はすでに亡くなっている様子で、ガラの悪いチンピラ風の息子がいる。ちなみに息子は彼の店の料理を担当している。
芦屋 廉太郎（あしや れんたろう）
小町の父。剣術マニアの漫画家で、いつも和服を着ている。本編には未登場だが、彼の妻・小雪（つまり小町の母）は剣術道場の師範で、彼とは幼なじみであるという。ちなみに、彼の作品「剣術小町」は、小町と小次郎をモデルにしているらしい。
高梨直樹（たかなし なおき）
建設会社の社長で、独裁的な性格の人物。威圧感のある鋭い目付きとカイゼル髭が特徴。『マーガレット』の他の漫画に登場する大富豪の屋敷と比べれば小規模ではあるが、それでもかなりの広大な屋敷を構えている。息子の直太に一方的な政略結婚を押し付けようとしていて、直太とは不仲の状態が続いているが、それは彼なりに直太の将来を思ってのことらしい。もとは貧しい鳶職から一代で現在の会社を築いたと語っている努力家でもあり、その点だけは直太からも尊敬されている模様。屋敷の中には、外からの侵入者を抹殺するための色々な罠を仕掛けている。
可愛 弥（かわい わたる）
「ラヴァーズ・カフェ」の料理人。ひなた達とは勤務時間が違うという設定で、作中では長い間登場していなかった。前記の通りガラの悪いチンピラ風の青年だが、父親（店長）との仲は悪くない様子。番外編での初登場時には、夏祭りでひなた達をナンパしようとしていた。なお実は見た目ほどケンカが強いわけではなかったりするが、彼のガキ大将的な部分を慕う者もいる。
城田 悠里（しろた ゆうり）
ひなた達の1年後輩の男子。苑の頭にバケツをぶつけて記憶喪失にさせたことがある。百合が好きで一見すると百合の関係に見えるひなたと苑に憧れていると言い、苑にもっと女らしくするよう要求していたが、実はひなたのことが好きらしく、苑を一方的にライバル視していた。が、苑に「正々堂々とぶつかってこい」といわれ、和解した。しかしひなたのことは諦めておらず、後日勝負するために女装してきたが、その女装は中途半端なもので、苑にも「女装をなめるな」と言われる程度の出来だった。しかし、正式に女装をしてみると「意外と可愛い顔をしている」と評価され、ひなたも惚れていたかもしれないとの事。下の名前は読者のアイデアで、単行本第8巻で初めて発表された。
佐伯 巧介（さえき こうすけ）
展の友達。男だが展に恋愛感情をもっている。しかし展は前記の通り太陽のことが好きであるため想いは届いていない。そのため、太陽のことを一方的にライバル視している。
展は彼の気持ちに気づいていたが「想いを伝えたら巧介がいなくなってしまう」と考え、気持ちを知らない振りをされていたが、「一生失いたくない友達」と言われ太陽をあまり邪険に扱うことはなくなった。下の名前は読者のアイデアで、単行本第9巻で初めて発表された。
なお太陽を睨む時などに目が平行四辺形になる。

## 書誌情報
- 小村あゆみ 『うそつきリリィ』 集英社 〈マーガレットコミックス〉、全18巻[注 1]。
  1. 2010年4月23日発売[4]、ISBN 978-4-08-846512-8
    - 番外編 開花（『マーガレット』2010年No.3・4合併号別冊ふろく）
    - 番外編 4コマまんが（『ザ マーガレット』2010年3月号）

  2. 2010年8月25日発売[5]、ISBN 978-4-08-846556-2
  3. 2010年12月24日発売[6]、ISBN 978-4-08-846599-9
    - 番外編 ゴキブリリリィ（『ザ マーガレット』2010年9月号）

  4. 2011年4月25日発売[7]、ISBN 978-4-08-846640-8
  5. 2011年8月25日発売[8]、ISBN 978-4-08-846683-5
    - 番外編 Boy's Lily

  6. 2011年12月22日発売[9]、ISBN 978-4-08-846725-2
  7. 2012年4月25日発売[10]、ISBN 978-4-08-846762-7
    - 人気投票結果発表
    - サイン会レポート

  8. 2012年7月25日発売[11]、ISBN 978-4-08-846798-6
    - 番外編 ホワイトバースデー（『マーガレット』2012年7号）
    - Sweets Honey（『マーガレット』2012年号2号別冊ふろく『きよしこのよる』）

  9. 2012年10月25日発売[12]、ISBN 978-4-08-846842-6
    - 番外編 ライオンハート（『マーガレット』2012年14号）
    - 人気投票結果発表

  10. 2013年1月25日発売[13]、ISBN 978-4-08-846879-2
    - 番外編 紙吹雪（『マーガレット』2012年9号）

  11. 2013年4月25日発売[14]、ISBN 978-4-08-845023-0
    - ツンデレ魔法少女れいな（『マーガレット』2012年21号）

  12. 2013年7月25日発売[15]、ISBN 978-4-08-845067-4
  13. 2013年10月25日発売[16]、ISBN 978-4-08-845110-7
    - 番外編 泣き虫なみだ（『マーガレット』2013年10号別冊ふろく『マーガレット創刊50周年記念 Anniversary Book』）
    - ガオとマフ（『マーガレット』2013年12号別冊付録『miniマーガレット』）

  14. 2014年1月24日発売[17]、ISBN 978-4-08-845157-2
  15. 2014年4月25日発売[18]、ISBN 978-4-08-845193-0
    - 番外編 foresta（『マーガレット』2014年6号）

  16. 2014年8月25日発売[19]、ISBN 978-4-08-845249-4
    - 番外編 sisters lily
    - パラレルワールド番外編4コマ Boy’s Lily

  17. 2014年11月25日発売[20]、ISBN 978-4-08-845296-8
    - うそリリ トリビュートマンガ
    - Amber（『マーガレット』2014年18号）

番外編（0巻）
- 2011年3月25日発売[21]、ISBN 978-4-08-846631-6
  - CLO CLO（クロクロ）（『ザ マーガレット』2009年12月号）
  - 夏吹雪（『マーガレット』2010年19号）
  - 素直（『マーガレット』2011年5号）
  - うそつきリリィ[3]（『マーガレット』2009年18号、読み切り版）

### その他
- 『うそつきリリィ』スピンオフ 展×太陽 オトコノコノコト（2020年1月1日発売[22]、集英社、マーガレットコミックスDIGITAL）